# ソケット君、行け!
『ソケット君、行け！』（ソケットくん、いけ）は、荒木ひとしが『月刊ジャイアンツ』（1995年2月号 - 2006年3月号）にて連載をしていた漫画。各回とコミックス1巻の表紙には『熱血メルヘンさわやかロマンホラー伝説 ソケット君、行け！』と、表記されていたが、正式名称は『ソケット君、行け！』である。なお、現在作者のサイトで作品の一部が無料公開されている（後述）。

## キャラクター

### 実在キャラクター
- マツイ日記は知っている!実在キャラクター参照のこと

### 架空キャラクター
ソケット・ナスルーラー - （背番号100000）
この漫画の主人公で電球の妖怪。通称ソケット君（大きな電球の方）。 人間が恐怖、悲痛、歓喜などを受けた際に発生するエネルギー、エナジームを10年以内に十万貯めるという魔界の仕来りのため人間界へやってきた（10年以内に貯めないと落ちこぼれ妖怪にされてしまう）。しかし、他の妖怪はグロテスクな見た目だけで次々と人々から恐怖のエナジームを貯める反面、見た目が怖くない、むしろ女性からかわいいとまで言われるソケットはなかなかエナジームを貯められず、6年もの歳月を人間界で過ごしてしまう。そんなある日、水道橋をうろついていたところ、東京ドームから強力なエナジームが発生していることを知ったソケットが、ドームへ行ってみると、読売ジャイアンツの日本シリーズ優勝の瞬間が行われており、5万人のファンの歓喜による強力なエナジーム（歓喜のエナジームは恐怖のエナジームの1/100だが、この時は人数が多かった。）であった。それを見たソケットは「この中に入ればエナジームが貯められる。」と思い、勝手にジャイアンツ寮に侵入。途中でスタッフに見つかり追い返されそうになるが、長嶋茂雄監督（当時）が入団テストを行ってくれることになり実施。結果は散々だった物の、長嶋に「昔の自分のスイングに似ている」といわれ、入団が決定した。その後二軍に合流し、松本匡史二軍監督（当時）に試合に出してほしいと申し出るため、毎日俊足の監督を追いかけていたが、なかなか捕まえられず、ついには地球一周の追いかけっこ（これは松本監督がソケットの俊足に気付き、それを開花させるために行ったものである）になった末、監督を捕まえ代走や1番として二軍の試合に出させてもらうようになった。その後、一軍に昇格し、ライバルとの戦いの末十万エナジームを貯めることに成功するが、「魔界に帰るより人間界で野球がしたい。」という意思で人間界に残った。
最終回では妖怪選手が当たり前になった20年後のプロ野球界で、妖怪選手のパイオニアとして、ジャイアンツで盗塁の世界記録を更新し続けていると語られ物語は完結した。なお、背番号の100000は入団当時の目標、10万エナジームより。因みに初登場時と現在とでは容姿がかなり変化しており、初登場時は頭部がかなり大きく、より電球に近い姿をしていた。
グレート
ソケット君の背中に付属している小さな電球。太い眉毛と出っ歯が特徴。ソケットのように胴体や手足などは無いが、ちゃんと意思はありソケットとも普通に会話している。ソケットと切り離しての行動は出来ないが、頭部はろくろ首のように長く伸ばす事が出来るので、ソケットが寝ていたり動けなくても単独行動をする事は出来る。本人曰く、自身は「（ソケットの）おまけ妖怪」であり、ソケットのようにエナジームを貯める事は出来ないが、ソケットがエナジームを貯めれるように手助けする事が自身の役目だと語っている。口調は粗っぽく、ぶっきらぼうであり、また相手に対し物事はハッキリと言う性格でもあるので、時として相棒であるソケットには厳しい言葉を投げかける事も多い。しかし、その言葉の殆どは的を得ている為、全部ソケットの事を思っての発言であるといえる。この為、言動の面で幼い部分が見え隠れするソケットとは対照的に、精神面の方がかなりしっかりとしている。また妖怪事情にも詳しく、ジャイアンツの選手の周りで妖怪が出現した際にはその解説役も担っている。
レッツィロープ - （背番号0.1）
チュルチュル王国という国（漫画の中だけの架空の国）の軍人であり、階級では大佐に位置する人物。顔つきはかなりの強面である。余りにも早く走るソケットを「新型ミサイルだ」と思い込み、部下であるサイエダティと共にソケット略奪を企て日本へやって来る事となる（この為ジャイアンツ入団後もソケットの事を「ミサイル」と呼び続けている）。しかし、ソケットを追いかけ回していくうちに自身も野球の魅力に取り憑かれてしまい、高齢（入団時点で41歳）ながら読売ジャイアンツに入団する事となった。ジャイアンツでは野手で、主に代打の切り札として活躍している。野球で活躍する自身の事を「天才」と称するなど、調子に乗る事も多いが、元々軍人として活動していただけあって野球に対する取り組みは非常に熱心である。また、体つきも年齢を感じさせない程の筋肉質である。因みに会話はチュルチュル語のみで日本語は全く喋る事が出来ない（本人曰く「辞書が無ければ喋れない」）が、何故か一部の選手（松井秀喜やソケット、後述の秘密特訓団のメンバーたちなど）とは普通に会話出来ているという奇妙な現象が起きている。球団内で密かに「秘密特訓団」という組織を結成（メンバーは小田幸平、木村龍治、佐々木明義）しており、自身はその団長を務めている。しかし、そこで行われる秘密特訓はおおよそ無駄としか思えないものばかりである（ただしメンバー思いではあり、84話では既にジャイアンツを退団している佐々木の事も欠かさず招集している）。背後から相手の腋の間に素早く2本の指（人差し指と中指）を滑り込ませて「体温はかっとんじゃい!!」と叫ぶ得意技を持っており、これを塁に出た際に守備に着いていた相手チームの選手におみまいした所、世間で浸透し真似をするファンも出現していた。しかし、先述で相手チームの選手におみまいした際には技に夢中になってしまいベースから離れていた為、ボールを持っていた他の選手にタッチされアウトとなってしまったり、また判定に不満があったため審判に対してこの技を使い退場になってしまったりと、あまり役に立ったためしがない。
最終回では20年後のプロ野球界で、読売ジャイアンツの監督に就任しており、御年73歳ながらチームを2年連続世界一にまでたたき上げた名将として活躍している。
サイエダティ - （背番号007）
レッツィロープ大佐の部下であり、チュルチュル王国の軍人。レッツィロープとは対照的に眼鏡をかけて大人しそうな顔つきをしている。ソケット略奪の為、レッツィロープと共に日本へやって来るが、彼も野球の魅力に取り憑かれ読売ジャイアンツに入団する事となる。ジャイアンツ入団後はソケットとすっかり仲良くなり、練習や普段の生活においても2人で行動を共にする事が殆どである。ジャイアンツでは投手で、主に中継ぎとして活躍している。その見た目通り野球に対しては真面目に取り組んでおり、試合で投げ終わった直後に次のイニングの組み立てを考えるなど非常に研究熱心な一面が見られる。レッツィロープとは違い日本語が堪能であるが、何故か日本語で話す際は必ず語尾に「～でござる」とつけて話している。母国のチュルチュル王国にサンディーという恋人がいたが、ジャイアンツ在籍中に電話越しで突然別れを告げられてしまった。この件でサイエダティは酷く落ち込んでしまい、直後に登板した試合においても悪影響を及ぼす事となってしまった（その後、チュルチュル王国に一時帰国する事となる）。
最終回では20年後のプロ野球界で、読売ジャイアンツのヘッドコーチに就任しており、監督のレッツィロープから強い信頼を得られている。
ひつじセイバー
ジャイアンツ寮の辺りをうろついていた妙な生き物で、たまたまそこで見つけたレッツィロープが面倒を見るようになり、まるで我が子のように可愛がっている。なお、作者によると「ひつじセイバー」という名前は、当時「名づけ親募集」企画を行い、その応募してきた読者によってつけられた名前との事。ひつじセイバーがどのような生き物なのか正体は一切不明だが、109話にてひつじセイバーによく似た宇宙人がジャイアンツ球場に現れている（ただし、この宇宙人とひつじセイバーとの関係についてはこの回では一切明かされなかった）。体から霧を出す能力がある。なお、この霧を浴びた事によって、レッツィロープは調子が上がっていき、代打の成績が向上している。

## 単行本
「月刊ジャイアンツ」に掲載されたほぼ全話が、発売された単行本に収録されている「マツイ日記は知っている!」とは対照的に「ソケット君、行け!」は2017年現在単行本が2冊しか発売されていないため、全134話中大半の回は閲覧が大変困難な状況にある（このため、単行本に掲載されていない回をどうしても読みたい場合は、その回が掲載されている当時の「月刊ジャイアンツ」を入手するしかない）。2016年に「ソケット君のジャイアンツ入団20周年」を記念して作者の荒木が「ソケット君、行け!」のスーパーセレクション（web版）を自身のサイト内に開設。これによって、単行本に収録されたことがない一部の回も無料で閲覧が可能になった。また、阿部慎之助を主役とした回（通称「あべっち会議」）も作者のサイト内から数話のみ無料で閲覧ができる。
- 「ソケット君、行け!（1）」（報知新聞社、1996年8月） - 1話 - 9話までを収録。なお「1巻」と銘打たれてはいるが、2巻以降は発売されていない。
- 「ソケット君、行け! - スーパーセレクション - 」（報知新聞社、2001年11月） - 1995年から2001年までに「月刊ジャイアンツ」にて掲載された回から厳選された話を収録。なお、付録として最初のページにステッカーが付いている。